# Orion (Bus)

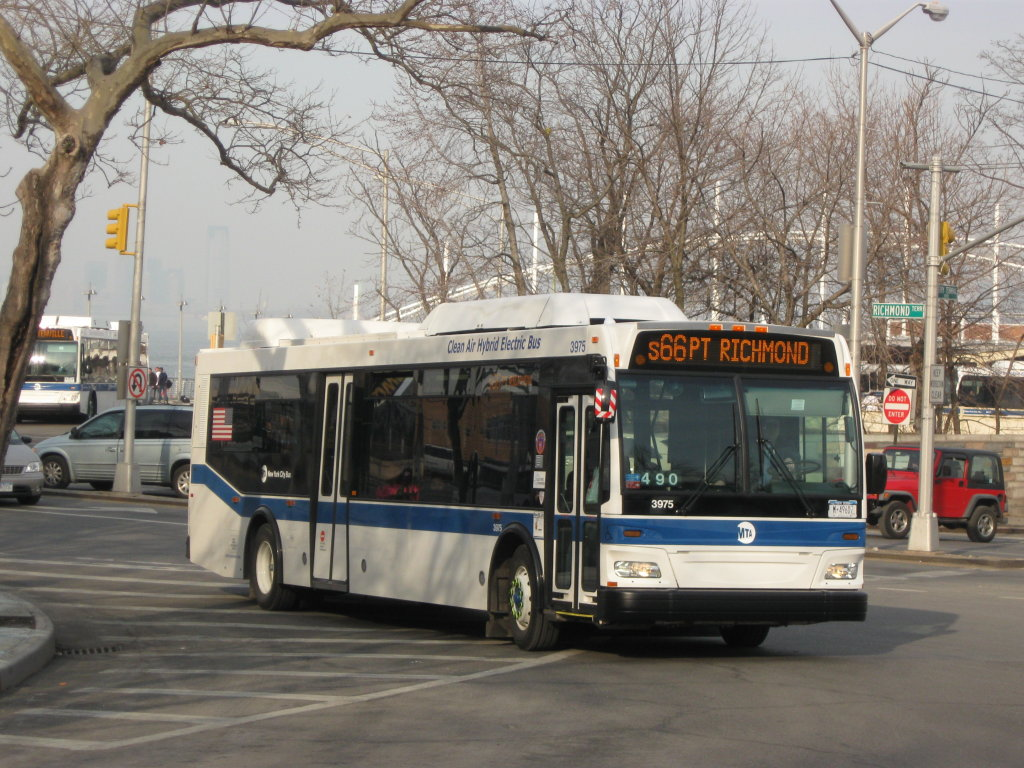
Orion VII Next Generation

Orion International, vorher auch Orion Bus Industries und Ontario Bus Industries in Kanada und Bus Industries of America war ein nordamerikanischer Hersteller von Omnibussen. Im Jahr 2000 wurde das Unternehmen von Freightliner erworben und ist seitdem Teil der Daimler AG. Seit 2006 firmiert sie deshalb als Daimler Buses North America. Bis 2013 wurden noch Busse unter dem Namen Orion verkauft.

## Geschichte
Im Jahr 1975 gründete die Regierung der kanadischen Provinz Ontario die Ontario Bus and Truck, die in Mississauga angesiedelt war und Omnibusse für die Verkehrsbetriebe der Provinz produzierte. 1981 erfolgte die Gründung der Tochtergesellschaft Bus Industries of America in Oriskany im US-Bundesstaat New York.
Mit dem Aufkauf durch Western Star Trucks 1995 wurden die Unternehmen verschmolzen und in Orion Bus Industries umbenannt. Der Name Orion gefolgt von einer fortlaufenden römischen Ziffer wird seit 1977 für alle Busse als Modellbezeichnung verwendet, so auch für den Orion III, einen umbenannten Ikarus 286.
2012 kündigte Daimler an wegen des schrumpfenden amerikanischen Busmarktes das Werk zu schließen und die Marke Orion einzustellen. Seit 2013 werden keine Orion-Busse mehr gebaut.